# Astyanax kennedyi
Astyanax kennedyi är en fiskart som beskrevs av Géry, 1964. Astyanax kennedyi ingår i släktet Astyanax och familjen Characidae. Inga underarter finns listade.